# Rohatina
Rohatina is een geslacht van vliesvleugeligen uit de familie Pteromalidae. De wetenschappelijke naam van dit geslacht is voor het eerst geldig gepubliceerd in 1954 door Boucek.

## Soorten
Het geslacht Rohatina omvat de volgende soorten:
- Rohatina denticulata Graham, 1969
- Rohatina inermis Boucek, 1954
- Rohatina monstrosa Boucek, 1954